# Bagrat IV de Georgia
Bagrat IV (en georgiano: ბაგრატ IV, Bagrat' IV; 1018-1072) fue Rey de Georgia de la dinastía Bagrationi que reinó de 1027 a 1072. Fue coronado tras la súbita muerte de su padre, el rey Jorge I, cuando solo tenía ocho años. 
Durante su largo reinado, Bagrat trató de reprimir a la gran nobleza y de asegurar la soberanía de Georgia de los imperios bizantino y selyúcida. Tras una serie de conflictos, Bagrat logró derrotar a sus vasallos y rivales más poderosos de la familia Liparítida, con lo cual alcanzó el control de varios enclaves feudales y redujo al vasallaje a los reyes de Lorri y Kajetia, así como al emir de Tiflis. Como muchos gobernantes medievales del Cáucaso, tomó prestado varios títulos bizantinos, en particular, los de nobelissimos, curopalates y sebastos.

## Primeros años
Bagrat IV fue el hijo del rey Jorge I (r. 1014-1027) y de su primera esposa Mariam de Vaspurakan, hija del rey de Ani. A la edad de tres años, Bagrat fue entregado por su padre como rehén al emperador bizantino Basilio II (r. 976-1025) como precio por la derrota de Jorge en la guerra contra los bizantinos en 1022. Bagrat pasó los siguientes tres años en la capital imperial de Constantinopla y fue liberado en 1025. Todavía estaba dentro de las posesiones bizantinas cuando Basilio falleció y fue sucedido por su hermano Constantino VIII. Constantino ordenó que el príncipe volviera, pero el correo imperial no pudo alcanzar a Bagrat, quien ya había llegado al reino de Georgia.
Cuando Jorge I falleció en 1027, Bagrat, de ocho años, le sucedió en el trono. La princesa madre Mariam se convirtió entonces en regente de su hijo menor de edad. Compartió la regencia con los nobles, en particular, Liparit IV, duque de Kldekari y con Iván Abazasdze, duque de Kartli.

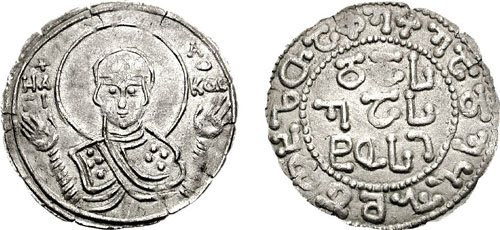
Moneda de Bagrat IV (1060 y 1072). El anverso muestra a la Virgen y el reverso Dios guarde a Bagrat, rey de los abjasos, sebastos..

Para cuando Bagrat se convirtió en rey, el impulso de los Bagrátidas para completar la unificación de todas las tierras georgianas había llegado a un punto irreversible. Los reyes de Georgia, establecidos en Kutaisi al oeste de Georgia, gobernaban todo lo que había sido el Reino de Abjasia, mientras que una gran porción de Iberia caucásica/Kartli; Tao/Tayk había sido ganada por los bizantinos. Por otra parte, un emir musulmán permanecía en Tiflis y los reyes de Kajetia defendían obstinadamente su autonomía en la región más oriental de Georgia. Durante la minoría de edad de Bagrat, la regencia había avanzado posiciones con respecto a la alta nobleza, cuya influencia Bagrat intentó limitar cuando asumió el poder de gobierno total. 
Simultáneamente, la Corona georgiana fue confrontada por dos importantes enemigos externos: el Imperio bizantino y los turcos selyúcidas, si bien el Imperio bizantino y Georgia habían mantenido lazos centenarios culturales y religiosos y los selyúcidas suponían una amenaza sustancial al propio Imperio. La agresividad de Constantinopla hacia la escena política del Cáucaso contribuyó a una atmósfera de desconfianza y recriminación, lo que impidió que las dos naciones cristianas cooperaran efectivamente contra la amenaza común. La afirmación de la hegemonía bagrátida georgiana en el Cáucaso fue la piedra angular del reinado de Bagrat, por lo que su política puede ser entendida como un intento por enfrentar a los selyúcidas y a los bizantinos entre sí.

## Guerras dinásticas
Poco después del ascenso de Bagrat al trono, Constantino VIII envió un ejército para capturar las ciudades-fortalezas claves de Artanuji (actual Ardanuç, Turquía) en nombre del príncipe bagrátida georgiano Demetre, hijo de Gurgen de Klarjeti, quien había sido desheredado por el abuelo de Bagrat IV, Bagrat III, de su feudo patrimonial en Artanuji en la década de 1010. Varios nobles georgianos desertaron con los bizantinos, pero los súbditos leales de Bagrat sostuvieron una lucha tenaz.
La muerte de Constantino en 1028 abortó la invasión bizantina y, en 1030, la reina Mariam visitó al nuevo emperador Romano III (r. 1028-1034), con quien negoció un tratado de paz y regresó con el título bizantino de curopalates para su hijo en 1032. Mariam también le trajo una princesa bizantina como esposa, Elena, quien era hija de Basilo Argyropoulos, hermano del emperador Romano. El matrimonio fue un esfuerzo diplomático por establecer una alianza estratégica; sin embargo, la muerte de Helena poco después en Kutaisi presentó a la corte georgiana la oportunidad de seguir otra iniciativa diplomática a través del matrimonio de Bagrat con Borena, hija del rey de Alania, un reino cristiano en el Cáucaso Norte.
El emir de Ganyá, que era tributario de Georgia desde 1012, denunció el tratado e invadió el territorio georgiano; pero fue derrotado por Liparit Liparitisdzé y por Ivané Abasasdzé, jefes del ejército en la región oriental de Georgia. Liparit Liparitisdzé quería conquistar el emirato de Tbilisi porque sus posesiones señoriales (Kldékari) estaban cerca y esperaba que con la conquista recibiría numerosos territorios nuevos. Junto con Ivané Abasasdzé, quien tenía intereses similares, en 1032 hicieron prisionero al emir Djafar e invitaron al rey a tomar Tbilisi; sin embargo, Bagrat liberó a Djafar. Cinco años después, siguiendo el consejo del eristhavi de Kldékari, Bagrat accedió a poner fin al emirato y sitió Tbilisi. Tras dos años de asedio sin resultado, Bagrat se retiró e hizo un tratado con  el emir. A partir de entonces Liparit conspiró contra el rey.
En 1045, el reino armenio de Ani fue anexado a Bizancio. Los nobles armenios ofrecieron la corona de Ani al rey georgiano, considerando que le correspondería por su madre Mariam, hija del rey de Ani Gagik II. Bagrat ocupó Ani sin lucha y estableció una guarnición. Después asaltó la fortaleza de Anakopia y planeó la toma de la fortaleza de Khupatia, en la costa, pero finalmente se retiró cuando supo que había muerto el emir Djafar de Tbilisi (1046). Como el emir no tenía herederos, los notables querían entregar el emirato a Bagrat. Tras abandonar el sitio de Anakopia, marchó hacia Tbilisi, donde fue recibido por los notables, quienes le dieron las llaves de la ciudad. Los musulmanes, opuestos a esta entrega, se atrincheraron en la fortaleza de Izan, en la ribera izquierda del río Mtkvari y, tras tres meses de asedio, Bagrat no pudo ocuparla. El emirato, finalmente, subsistió.
Mientras tanto, los eristhavis que Bagrat había instalado en Ani fueron encarcelados por tropas leales a Liparit y el katholikós de los armenios, Petros, entregó la ciudad a los bizantinos. Bagrat marchó contra Kldékari, pero Liparit, que tenía la ayuda de los bizantinos, resistió. Durante los siguientes años se produjeron numerosos combates, de los cuales Liparit y sus aliados griegos salieron casi siempre ganadores. En 1054, el rey marchó a Constantinopla para pedir que dejara de ayudar a Liparit. El emperador hizo de mediador y consiguió un tratado de paz entre Bagrat y Liparit por el cual este último reconocía la autoridad real, pero era reconocido como gobernador de todo el sur de Georgia. Aprovechando la ausencia del rey, Liparit hizo coronar como nuevo rey al niño Jorge II, hijo de Bagrat, en nombre del cual gobernó. Esto provocó el levantamiento de otros aznauries que, comandados por Sula Kalmakheli de Mesjetia (Meskheti), hicieron prisionero a Liparit y lo enviaron a Bagrat. El rey, de vuelta al país, obligó a Liparit a tomar los hábitos en el Monte Athos, pero perdonó al hijo de Liparit, Ivané Liparitisdzé, al que reconoció sus posesiones, menos el Kldékari, y a quien nombró general jefe y envió a luchar contra Kajetia y Heretia, que quería ocupar. 
En 1064, los selyúcidas irrumpieron en el sur de Georgia, saquearon y ocuparon Akhalkalaki (Ciudad Nueva), fundada un año antes en la Yavajetia (Javakheti). También asolaron Shavshethia y Tao-Klarjeti, pero Bagrat continuó la lucha en Kajetia e ingresó en Shirván. En Pariburz Shirvanshah, se sometió a los selyúcidas, a los que pagó tributo, para hacer frente al ataque. Bagrat, con mercenarios franceses, entró también en Bardaa. En 1069, Alp Arslan, sultán de los selyúcidas, invadió Georgia oriental y Pariburz se convirtió al Islam. Agsartan, rey de Kajetia, y el emir de Tbilisi se sometieron al sultán. Los turcos asolaron Kartli y la Arghuethia, pero se retiraron en el invierno. Tbilisi y Rustavi fueron entregadas al emir Fadlun de Ganyá, aliado turco. En 1070, Bagrat marchó contra Fadlun, le derrotó y sometió al emir de Tbilisi, obligándole a pagar tributo.
En 1071, los turcos selyúcidas vencieron a los bizantinos en la batalla de Manzikert, hicieron prisionero al emperador Diógenes y obligaron a los griegos a cederles las provincias orientales. Así, Georgia quedó en la frontera con los selyúcidas.

## Muerte y sucesión
Bagrat IV murió al año siguiente, el 24 de noviembre de 1072, y fue enterrado en el Monasterio Chkondidi. La soberanía sobre el problemático reino de Georgia pasó a su hijo Jorge II.